# Iota Piscium
Désignations
Iota Piscium (ι Piscium / ι Psc) est une étoile de la constellation des Poissons, située à environ 45 années-lumière de la Terre.
Iota Piscium est une étoile jaune-blanc de la séquence principale de type spectral F7V, un peu plus grande et brillante que le Soleil. Sa température de surface est d'environ 6 300 kelvins. Iota Piscium pourrait être variable, et fut un temps suspectée de posséder un ou deux compagnons stellaires, mais tous deux sont de simples coïncidences visuelles.